# Beverly D'Angelo
Beverly Heather D'Angelo (n. 15 noiembrie 1951, Columbus, SUA) este o actriță și cântăreață americană, cunoscută mai ales pentru rolul lui Ellen Griswold în frnaciza National Lampoon's Vacation. D'Angelo a primit aprecieri de la critici pentru performanța sa în rolul lui Patsy Cline din Coal Miner's Daughter (1980), și ca Doris Vinyard în American History X (1998). De asemenea, ea a mai evoluat în teatrul Broadway, și o serie de filme de televiziune, având per total peste 50 de roluri în filme.

## Filmografie

### Film
| An   | Titlu                                                         | Rol                            | Note                                                                             |
| ---- | ------------------------------------------------------------- | ------------------------------ | -------------------------------------------------------------------------------- |
| 1977 | Annie Hall                                                    | Actress in Rob's T.V. Show     |                                                                                  |
| 1977 | Santinela damnaților (The Sentinel)                           | Sandra                         |                                                                                  |
| 1977 | First Love                                                    | Shelley                        |                                                                                  |
| 1978 | Pe oriunde, dar șterge-o! (Every Which Way But Loose)         | Echo                           |                                                                                  |
| 1979 | Hair                                                          | Sheila Franklin                |                                                                                  |
| 1980 | Fata de miner (Coal Miner's Daughter)                         | Patsy Cline                    | Nominalizare — Premiul Globul de Aur pentru cea mai bună actriță în rol secundar |
| 1981 | Honky Tonk Freeway                                            | Carmen Odessa Shelby           |                                                                                  |
| 1981 | Paternity                                                     | Maggie                         |                                                                                  |
| 1982 | Highpoint                                                     | Lise                           |                                                                                  |
| 1983 | O vacanță de tot râsul (National Lampoon's Vacation)          | Ellen Griswold                 |                                                                                  |
| 1984 | Finders Keepers                                               | Standish Logan                 |                                                                                  |
| 1985 | Get Out of My Room                                            | Harriet                        |                                                                                  |
| 1985 | Vacanță prin Europa (National Lampoon's European Vacation)    | Ellen Griswold                 |                                                                                  |
| 1986 | Big Trouble                                                   | Blanche Rickey                 |                                                                                  |
| 1987 | In the Mood                                                   | Francine Glatt                 |                                                                                  |
| 1987 | Aria                                                          | Gilda                          | Segment "Rigoletto"                                                              |
| 1987 | Maid to Order                                                 | Stella Winston                 |                                                                                  |
| 1988 | Trading Hearts                                                | Donna Nottingham               |                                                                                  |
| 1988 | High Spirits                                                  | Sharon Brogan Crawford         |                                                                                  |
| 1989 | Cold Front                                                    | Amanda O'Rourke                |                                                                                  |
| 1989 | Un Crăciun de neuitat (National Lampoon's Christmas Vacation) | Ellen Griswold                 |                                                                                  |
| 1990 | Daddy's Dyin'... Who's Got the Will?                          | Evalita                        |                                                                                  |
| 1990 | Pacific Heights                                               | Ann Miller                     | Cameo                                                                            |
| 1991 | The Miracle                                                   | Renee Baker                    |                                                                                  |
| 1991 | The Pope Must Die                                             | Veronica Dante                 |                                                                                  |
| 1991 | Lonely Hearts                                                 | Alma                           |                                                                                  |
| 1992 | Man Trouble                                                   | Andy Ellerman                  |                                                                                  |
| 1994 | Lightning Jack                                                | Lana Castel                    |                                                                                  |
| 1995 | The Crazysitter                                               | Edie                           |                                                                                  |
| 1996 | Eye for an Eye                                                | Dolly Green                    |                                                                                  |
| 1996 | Edie & Pen                                                    | Barlady                        |                                                                                  |
| 1996 | Love Always                                                   | Miranda                        |                                                                                  |
| 1997 | Vacanță în Las Vegas (Vegas Vacation)                         | Ellen Griswold                 | Nominalizare — Kids' Choice Award for Favorite Movie Actress                     |
| 1997 | Die Story von Monty Spinnerratz                               | Mrs. Dollart                   |                                                                                  |
| 1997 | Nowhere                                                       | Dark's Mom                     |                                                                                  |
| 1997 | Pterodactyl Woman from Beverly Hills                          | Pixie Chandler                 |                                                                                  |
| 1997 | The Good Life                                                 |                                | Filmul nu a fost lansat                                                          |
| 1998 | Merchants of Venus                                            | Mistress Cody                  |                                                                                  |
| 1998 | Illuminata                                                    | Astergourd                     |                                                                                  |
| 1998 | With Friends Like These...                                    | Theresa Carpenter              |                                                                                  |
| 1998 | Povestea X a Americii (American History X)                    | Doris Vinyard                  | Nominalizare — Satellite Award for Best Supporting Actress – Motion Picture      |
| 1998 | Divorce: A Contemporary Western                               | Linda                          |                                                                                  |
| 1999 | Sugar Town                                                    | Jane                           |                                                                                  |
| 1999 | Jazz Night                                                    | Kate Winslow                   | Film de scurtmetraj                                                              |
| 2001 | Women in Film                                                 | Phyllis Wolf                   |                                                                                  |
| 2001 | Happy Birthday                                                | Bag Lady                       | Cameo                                                                            |
| 2001 | Summer Catch                                                  | Lusty House Mother             | Cameo                                                                            |
| 2003 | Where's Angelo?                                               | Auntie Nanny                   | Film de scurtmetraj                                                              |
| 2004 | Hair High                                                     | Darlene                        | Voce                                                                             |
| 2004 | King of the Corner                                            | Betsy Ingraham                 |                                                                                  |
| 2006 | Gamers                                                        | Gordon's Mom                   |                                                                                  |
| 2006 | Pierdut familie! (Relative Strangers)                         | Angela Minnola                 |                                                                                  |
| 2007 | Game of Life                                                  | Kathy                          |                                                                                  |
| 2007 | Terra                                                         | Interrogator Wright            | Voce                                                                             |
| 2008 | Harold & Kumar Escape from Guantanamo Bay                     | Sally                          |                                                                                  |
| 2008 | Partigiano                                                    | Vocea mamei                    | Voce                                                                             |
| 2008 | The House Bunny                                               | Mrs. Hagstrom                  |                                                                                  |
| 2009 | Aussie and Ted's Great Adventure                              | Aunt Zelda                     |                                                                                  |
| 2009 | Black Water Transit                                           | Valeriana Schick               |                                                                                  |
| 2010 | Hotel Hell Vacation                                           | Ellen Griswold                 | Film de scurtmetraj                                                              |
| 2010 | April 86                                                      | Rose D'Andrea                  | Film de scurtmetraj                                                              |
| 2012 | I Heart Shakey                                                | Sheila                         |                                                                                  |
| 2013 | Bounty Killer                                                 | Lucille                        |                                                                                  |
| 2013 | All American Christmas Carol                                  | Ghost of Christmas Yet to Come |                                                                                  |
| 2014 | Popcorn Ceiling                                               | Jerri                          |                                                                                  |

### Televiziune
| An         | Titlu                                          | Rol                    | Note |
| ---------- | ---------------------------------------------- | ---------------------- | --- |
| 1976       | Captains and the Kings                         | Miss Emmy              | TV Mini-Series                                                                                            |
| 1983       | Faerie Tale Theatre                            | Henbane                | Episode: "Sleeping Beauty"                                                                                |
| 1984       | A Streetcar Named Desire                       | Stella DuBois Kowalski | Film TV Nominalizare — Primetime Emmy Award for Outstanding Supporting Actress in a Miniseries or a Movie |
| 1985       | Tall Tales & Legends                           | Katrina Van Tassel     | Episode: "The Legend of Sleepy Hollow"                                                                    |
| 1986       | Slow Burn                                      | Laine Fleischer        | Film TV                                                                                                   |
| 1987       | Hands of a Stranger                            | Mary Hearn             | Film TV                                                                                                   |
| 1987       | The Man Who Fell to Earth                      | Eva Milton             | Film TV                                                                                                   |
| 1988       | Doubletake                                     | Caroline Wallace       | Film TV                                                                                                   |
| 1992       | Trial: The Price of Passion                    | Johnnie Faye Boudreau  | Film TV                                                                                                   |
| 1992       | Aventuri în Casa Morții (Tales from the Crypt) | Janice Baird           | Episode: "Werewolf Concerto"                                                                              |
| 1992       | A Child Lost Forever: The Jerry Sherwood Story | Jerry Sherwood         | Film TV                                                                                                   |
| 1993       | Judgment Day: The John List Story              | Helen List             | Film TV                                                                                                   |
| 1994       | Jonathan Stone: Threat of Innocence            | Annie Hayes            | Film TV                                                                                                   |
| 1994       | Menendez: A Killing in Beverly Hills           | Kitty Menendez         | Film TV                                                                                                   |
| 1996       | Widow's Kiss                                   | Vivian Fairchild       | Film TV                                                                                                   |
| 1996       | Sweet Temptation                               | Jesse Larson           | Film TV                                                                                                   |
| 1999       | Frasier                                        | Audrey (voice)         | Episode: "The Show Where Woody Shows Up"                                                                  |
| 1999       | Lansky                                         | Teddy Lansky           | Film TV                                                                                                   |
| 1999       | Rude Awakening                                 | Sidney 'Syd' Gibson    | 4 episoade                                                                                                |
| 2000       | Talk to Me                                     | Dr. Debra              | 3 episoade                                                                                                |
| 2007       | Imperfect Union                                | Maizy                  | TV pilot                                                                                                  |
| 2007       | Familia mea dementă (Family Guy)               | Ellen Griswold         | Episode: "Blue Harvest"                                                                                   |
| 2008       | Skip Tracer                                    | Donna King             | TV pilot                                                                                                  |
| 1992, 2008 | Familia Simpson (The Simpsons)                 | Lurleen Lumpkin        | Episodes: "Colonel Homer" and "Papa Don't Leech"                                                          |
| 2003-2008  | Law & Order: Special Victims Unit              | Rebecca Balthus        | 5 episoade                                                                                                |
| 2010       | Cougar Town                                    | Sheila Keller          | Episode: "What Are You Doin' in My Life?"                                                                 |
| 2005-2011  | Entourage                                      | Barbara Miller         | 25 episoade                                                                                               |
| 2013       | The Good Mother                                | Judge Kennedy          | Film TV                                                                                                   |
| 2014       | The Michaels                                   | Millie Barnworth       | Film TV                                                                                                   |